# Прилуцька 3-тя полкова сотня
Третя полкова прилуцька сотня — територіально-адміністративна і військова одиниця Прилуцького полку Гетьманщини в 17 ст.

## Історія
«Реєстром» 1649 р. Прилуцька сотня була розділена на чотири підрозділи по 100 козаків, в тому числі на ІІІ полкову — сотника Павла Тереха (Терещенка). Існувала до 1658 р.